# Matthew Couch
Matthew Paul Couch (* 30. Juni 1974) ist ein englischer Snookerspieler, der in den 1990er und 2000er Jahren insgesamt 18 als Profi aktiv war. Er lebt in Scunthorpe.

## Karriere

### Anfänge und größte Erfolge
Matthew Couch machte erstmals auf sich aufmerksam, als er 1992 bei der English Amateur Championship im nordenglischen Turnier das Halbfinale erreichte. In der Saison 1992/93 begann er seine Karriere bei den damals noch für alle Spieler offenen Profiturnieren. Bereits im ersten Jahr erreichte er bei drei Turnieren die fünfte Qualifikationsrunde, beim weniger hochklassig besetzten dritten Minor-Turnier der Strachan Challenge kam er unter die letzten 128. Im Jahr darauf erreichte er auch bei regulären Turnieren die höheren Qualifikationsrunden, darunter zweimal die Runde der letzten 96. Zum Saisonende kam er bei den British Open noch eine Runde weiter und bei der Weltmeisterschaft stand er ebenfalls unter den letzten 64 und verlor nur knapp mit 8:10 gegen Surinder Gill. Damit verbesserte er sich in der Snookerweltrangliste bereits bis auf Platz 135.
Nach einem schwachen Start in die Saison 1994/95 schaffte er es bei den European Open erstmals bis ins Hauptturnier, wo er dann aber sein Auftaktspiel gegen einen belgischen Wildcard-Spieler verlor. Danach erreichte er bei den weiteren Turnieren wieder bessere Ergebnisse. Daneben kam er bei einem Turnier der untergeordneten WPBSA Minor Tour unter anderem mit einem Sieg über den Top-32-Spieler Anthony Hamilton das Finale und verlor dann nur knapp mit 5:6 gegen Colin Morton. Im Jahr darauf verlor er in der Masters-Qualifikation im Halbfinale gegen Matthew Stevens. Beim German Open 1995, dem ersten deutschen Profisnookerturnier, besiegte er in der Qualifikation erst Cliff Thorburn und revanchierte sich gegen Stevens, schied dann aber in der Runde der letzten 48 aus und verpasste das Hauptturnier. Es war sein bestes Saisonergebnis. Auch im Jahr darauf war eine Platzierung unter den letzten 48 beim Asian Classic das beste Resultat. Damit hielt er sich mehrere Jahre unter den Top 100 der Weltrangliste, ohne Fortschritte zu machen.
In der Saison 1997/98 wurde die Zahl der Profis beschränkt, um die ausufernden Qualifikationsrunden abzuschaffen. Couch benötigte vier Anläufe über die WPBSA Qualifying School, bis er sich doch noch für die neue Profitour qualifizieren konnte. Nach einer Saison ohne Höhepunkte erreichte er bei der Weltmeisterschaft 1998 die Runde der letzten 48, sein bestes WM-Ergebnis. Es folgte das erfolgreichste Jahr seiner Karriere. Bei der UK Championship 1998 erreichte er erstmals wieder ein Hauptturnier und nach Siegen über Marco Fu und Michael Holt zum einzigen Mal bei einem großen Ranglistenturnier im Viertelfinale. Anschließend kam er auch bei den Irish Open ins Achtelfinale und verpasste nur knapp mit 4:5 gegen John Parrott sein zweites Viertelfinale in Folge. Nach der Saison rückte er auf Platz 47 der Weltrangliste vor.

### Kampf um den Profistatus und Karriereende
In den folgenden Jahren konnte er den Erfolg nicht bestätigen. Er erreichte ein- bis zweimal pro Saison die Runde der letzten 48, konnte aber ansonsten wenig vorweisen und als er in der Saison 2003/04 überhaupt nur einmal bei einem Ranglistenturnier in die zweite Qualifikationsrunde kam, fiel er auf Platz 100 und damit nach 12 Jahren von der Profitour. Deshalb musste er im Jahr darauf die Challenge Tour spielen, um wieder den Profistatus zu erlangen. Dabei erreichte er bei einem Turnier das Finale und stand zweimal im Achtelfinale. Das brachte ihm Platz 4 in der Tourwertung die Rückkehr 2005. Doch auch in den folgenden beiden Jahren blieben die Ergebnisse aus. Bei der Northern Ireland Trophy 2006 erreichte er das Hauptfeld mit 48 Spielern, sonst verlor er aber spätestens in der zweiten Runde. Damit endete 2007 seine Profizeit zum zweiten Mal.
Es folgte ein weiteres Jahr mit Qualifikationsturnieren in der PIOS-Tour, dem Nachfolger der Challenge Tour. Unter anderem ein Finale und ein Halbfinale bei den acht Einzelturnieren brachte ihn auf Platz 5 der Tourwertung und noch einmal zurück auf die Main Tour. Die Saison 2008/09 war wieder eine bessere Saison und er erreichte dreimal die dritte Qualifikationsrunde. Bei der Weltmeisterschaft 2009 kam er zum zweiten Mal unter die letzten 48, aber wie schon 1998 war es Joe Swail, der ihn dann klar besiegte und seinen Einzug ins Hauptturnier im Crucible Theatre verhinderte. Das Jahr darauf war nicht ganz so erfolgreich, aber beide Male konnte er über die Einjahreswertung seinen Profistatus verlängern.
In der Saison 2010/11 wurde die Players Tour Championship (PTC) mit 12 Kleinturnieren in ganz Europa eingeführt. Anfangs konnte er sich mit den Best-of-7-Turnieren nicht so sehr anfreunden, aber nachdem er beim World Open, das sogar nur im Best-of-5-Modus gespielt wurde, bis in die Hauptrunde gekommen war, erreichte er nur eine Woche später bei den Brugge Open 2010 das Finale. Er besiegte Ricky Walden und Fergal O’Brien, bevor er das Endspiel gegen den Weltranglistensiebten und späteren Toursieger Shaun Murphy mit 2:4 verlor. Als PTC-Turnier brachte es allerdings nur wenig Punkte für die Weltrangliste und außer beim Shanghai Masters früher in der Saison hatte er bei den großen Turnieren nie mehr als Runde 2 geschafft. Damit hätte er seinen Profistatus verloren, aber wegen des Finaleinzugs in Belgien war er bester Spieler in der PTC Order of Merit und blieb deshalb weiter auf der Main Tour.
In der Saison 2011/12 konnte Couch dann aber nichts mehr retten. Er gewann lediglich drei Spiele bei PTC-Turnieren und ein Spiel bei den Australian Open. Platz 88 war seine Saisonendplatzierung, gleichbedeutend mit dem dritten und letzten Profiabschied. In den folgenden beiden Jahren spielte er zwar noch bei einer Handvoll PTC-Turniere, 2013 zog er sich aber endgültig vom Profisnooker zurück.

### Persönliches
Von 1994 bis 2003 war Matthew Couch Besitzer des Ende der 1970er Jahre eröffneten Cottage Beck Snooker Clubs in seiner Heimatstadt Scunthorpe. 1998 gründete er unter eigenem Namen einen Vertrieb für Snookerbedarf. Unter dem Namen Snooker Loopy führte er den Verkauf über das Karriereende hinaus im Internet fort. Außerdem ist er als offizieller Snookertrainer der WPBSA registriert.

## Erfolge
Main Tour:
- UK Championship 1998: Viertelfinale
- Irish Open 1998: Achtelfinale
- Brugge Open 2010 (Minor-Ranking): Finale

Qualifikationsturniere:
- WPBSA Qualifying School: Gruppensieg Event 4 1997
- UK Tour: Finale 3/1999
- WSA Open Tour: Sieger 4/2002
- Challenge Tour: Finale 4/2005
- PIOS: Sieger 4/2007, Halbfinale 8/2008

Sonstige Turniere:
- Sieger des Hannover Masters 1999[8]
- Sieger der Swiss Open 2006[9]
- Sieger der Paul Hunter English Open 2007[10]
  - Es war die erste Ausgabe des nach dem 2006 an Krebs verstorbenen Snookerprofis Paul Hunter benannten Benefizturniers[11]
- Finalist der 3 Königs Snooker Open 2010[12]